# Ernst-Otto Reher

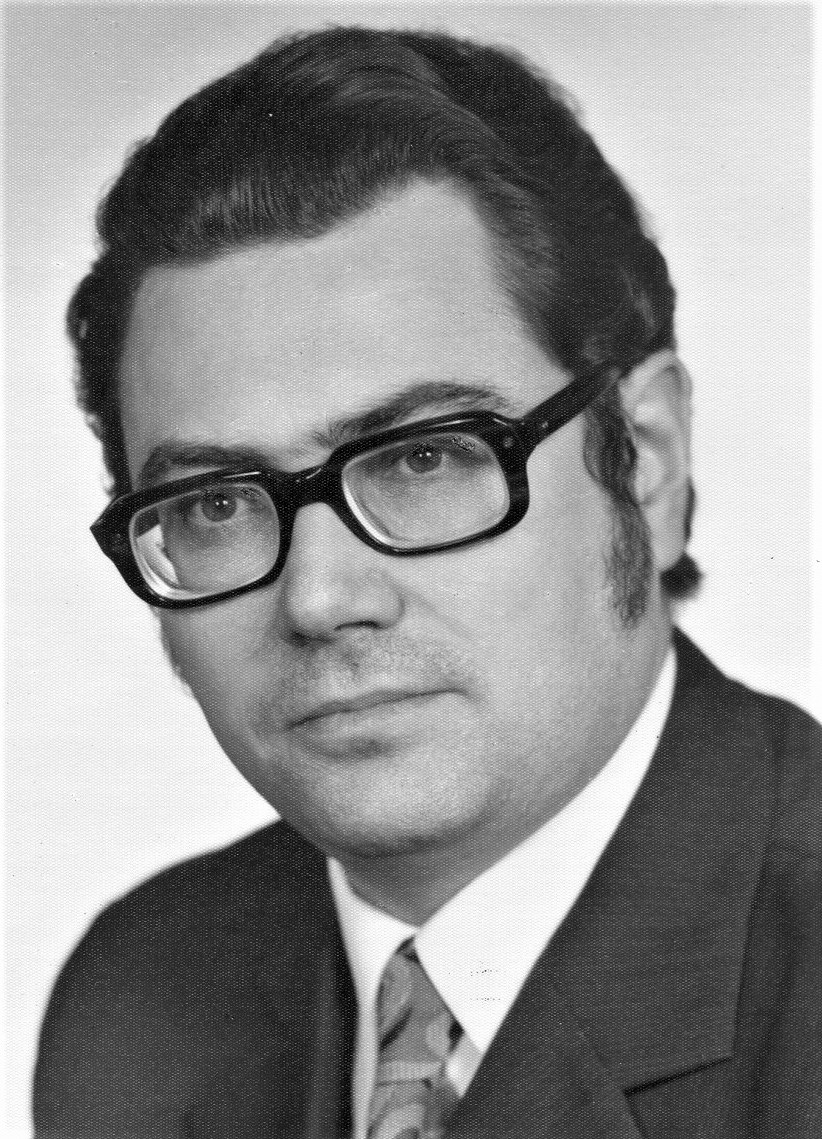
Ernst-Otto Reher

Ernst-Otto Reher (* 12. April 1936 in Güsten; † 18. November 2016 in Halle (Saale)) war ein deutscher Verfahrenstechniker und Professor. Er gehört zu den Pionieren der verfahrenstechnischen Lehre und Forschung auf dem Gebiet Technische Rheologie sowie für die Allgemeine Technologie.

## Ausbildung
Ernst-Otto Reher wurde in Güsten bei Bernburg (Saale) geboren. Nach der Schulausbildung trat er eine Lehre als Tischler an. Als Arbeiterkind mit sehr guten schulischen Leistungen erhielt er eine Delegierung an die Arbeiter- und Bauern-Fakultät (ABF) an der Universität Halle (Saale), wo er im Jahr 1956 das Abitur erlangte und sich zugleich auf das Studium im Ausland sprachlich vorbereitet hatte, besonders für das Studium in der Sowjetunion.
In den Jahren 1956 bis 1961 absolvierte er sein Studium an dem traditionsreichen „Leningrader Technologischen Institut“  (LTI) in Leningrad, heute wieder St. Petersburg, in der Fachrichtung „Prozesse und Apparate“, vergleichbar mit der deutschen Ausbildung Verfahrenstechnik. Das LTI ist eine der ältesten Technischen Hochschulen Europas, an der im 19. Jahrhundert bereits Dmitri Iwanowitsch Mendelejew gelehrt hatte. Diese Einrichtung wurde für Ernst-Otto Reher zur Alma Mater, die ihn wissenschaftlich prägte und zu der er ein Leben lang wissenschaftliche und persönliche Verbindungen hielt. Hier knüpfte der wissensdurstige Student Freundschaften mit Kommilitonen, die bis zu seinem Tod lebendig blieben.
Nach dem Studium trat er 1961 zunächst eine Tätigkeit bei der "VVB Lacke und Farben" in Berlin an. Sein Drang zur aktiven Forschung führte ihn bald wieder zurück an die Hochschule in St. Petersburg, wo er in den Jahren 1962 bis 1965 eine Aspirantur bei P. G. Romankow begann, die er mit der Promotion zum Doktor-Ingenieur (Dr.-Ing.) mit der Dissertation „Trocknung von Pasten im Wirbelschichttrockner“ abschloss.
Hier in Leningrad entstand auch 1960 der Ehebund mit seiner Frau Swetlana Nikolaschenkava, mit der er bis zu seinem Tode verheiratet war. Sie hatte an der Universität in Leningrad Germanistik und Anglistik studiert und arbeitete danach dort als Deutschlehrerin. Swetlana Reher kam nach dem Studium von Ernst-Otto Reher mit ihm in die DDR und arbeitete an einer akademischen Ausbildungs- und Forschungsstätte als Russischlehrerin. 1962 wurde ihr Sohn Ondré Reher geboren, und dieser siedelte, als er drei Monate alt war, zusammen mit seinen Eltern nach Leningrad über wegen Aufnahme der Aspirantur von Ernst-Otto Reher am LTI. Nach deren Abschluss 1965 kehrte die Familie in die DDR zurück, beide Ehepartner nahmen eine Arbeit an der THLM auf.

## Wissenschaftler für Verfahrenstechnik

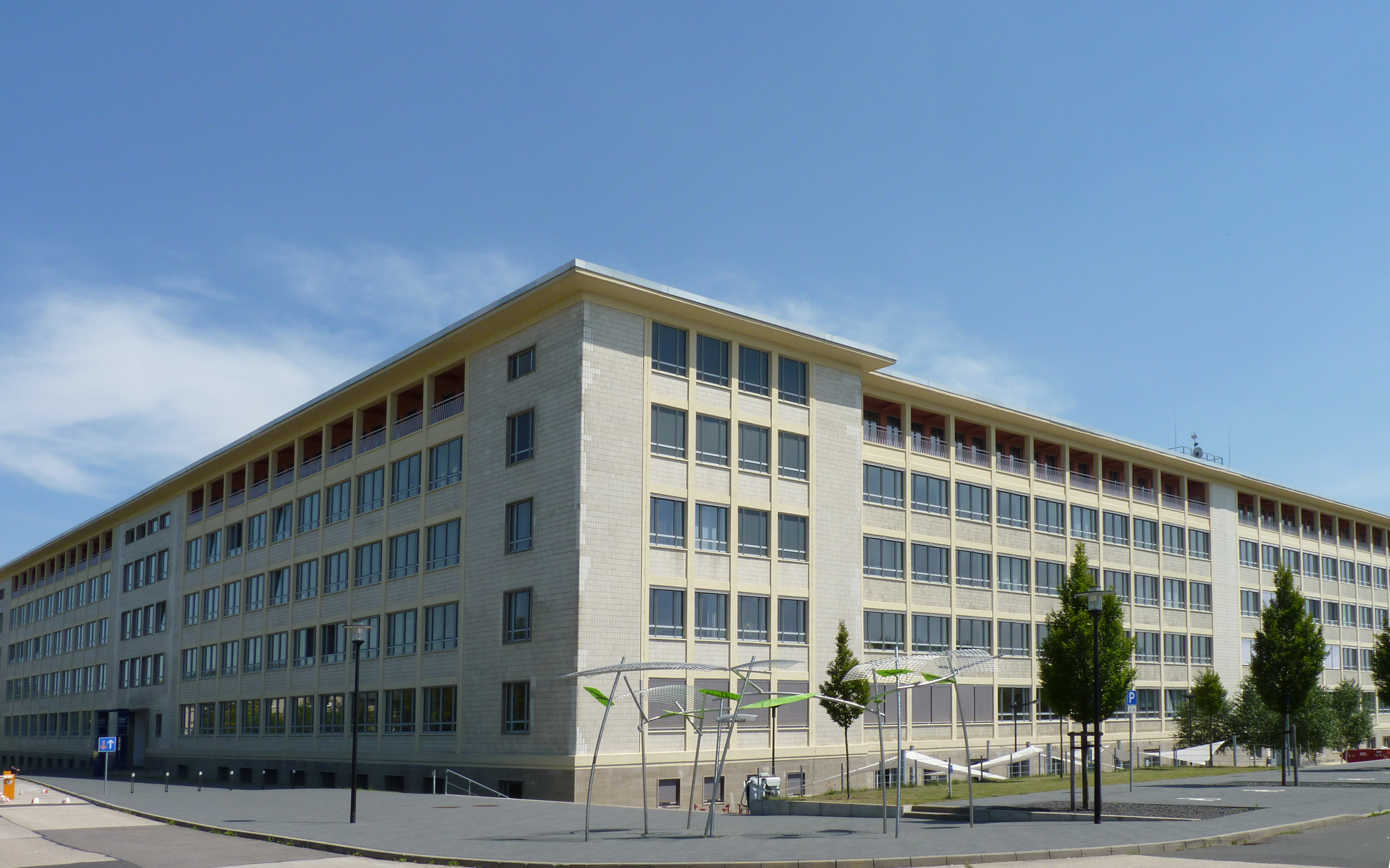
Hauptgebäude auf dem Campus Merseburg (sanierter Zustand 2014)

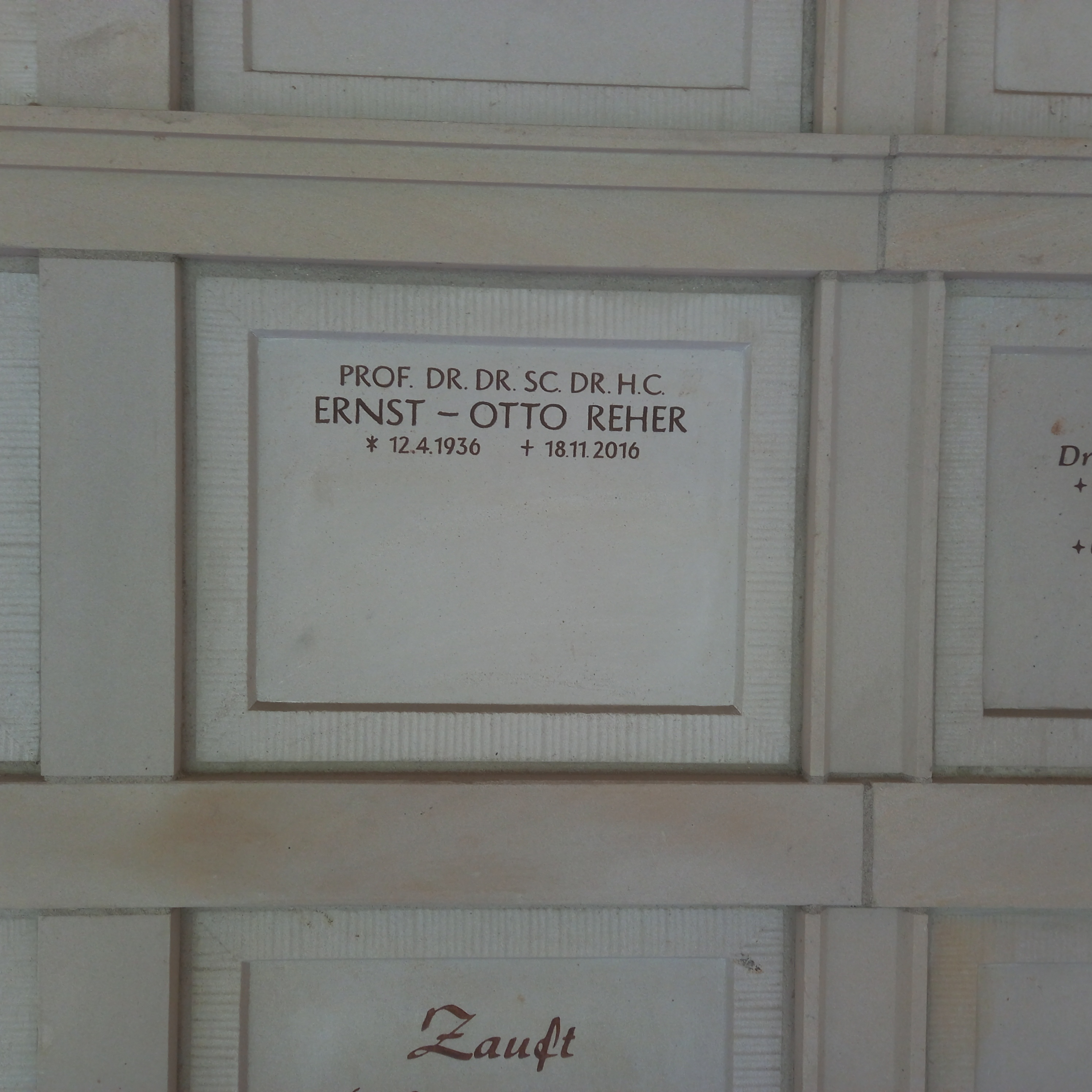
Das Grab von Ernst-Otto Reher auf dem Stadtgottesacker in Halle

Ab 1965 wurde Reher als Oberassistent an der im Aufbau befindlichen Technischen Hochschule Leuna-Merseburg tätig im Institut für Verfahrenstechnik in der Abteilung Mechanische Verfahrenstechnik, von Wilhelm Jugel geleitet. Reher wandte sich  der Verarbeitung von Kunststoffen, also den nichthookeschen und nichtnewtonschen Stoffen und damit deren Charakterisierung, der Rheologie und Rheometrie sowie deren Herstellung und Verarbeitung – ein neues Gebiet, das später als Verarbeitungstechnik bezeichnet wurde.
Im Jahr 1971 folgte seine Promotion B zum Doktor der Wissenschaften (Dr. sc. techn.) am Technologischen Institut in Leningrad.
Im Jahr 1972 wurde er als Ordentlicher Professor für Verfahrenstechnik (Technische Rheologie) an der TH Leuna-Merseburg berufen. Es folgte ein 20-jähriges Schaffen auf dem Gebiet Verfahrenstechnik an der TH Merseburg als Hochschullehrer, Forscher und international hoch geachteter Autor.
Leitungsverantwortung übernahm Ernst-Otto Reher als Direktor der Sektion „Verfahrenstechnik“, später der Sektion „Werkstoff- und Verarbeitungstechnik“. Er leitete das Problemlaboratorium „Technologie der Informationsaufzeichnungsmaterialien“ und später als Direktor den Sonderforschungsbereich „Polymere Werkstoffe“. Reher nahm an der verfahrenstechnischen Filmforschung und an der chemischen Forschung in der Filmfabrik Wolfen (ORWO) teil.

## Tätigkeit in der freien Wirtschaft
Die Deutsche Wiedervereinigung des Jahres 1990 bedeutete für Reher einen tiefen Einschnitt in seinem beruflichen Leben, indem die TH Merseburg als selbständige Hochschule schrittweise aufgelöst und nur einzelne Teile an die Martin-Luther-Universität Halle–Wittenberg angeschlossen wurden. Reher wechselte daher in die freie Wirtschaft und beendete 1992 seine Tätigkeit an der TH Merseburg.
Er wurde Leiter für Forschung und Entwicklung bei der „Göttfert Werkstoff-Prüfmaschinen GmbH“ in Buchen/Odenwald. Dieses Unternehmen wurde 1962 von Otto Göttfert gegründet und hat sich zu den führenden Herstellern rheologischer Prüfgeräte für Thermoplaste, Duromere und Kautschuk entwickelt. Zusammen mit diesem Unternehmen hatte Reher nach der Wiedervereinigung bereits ein „Rheologisches Laboratorium“ an der TH Merseburg eingerichtet, das als bestausgerüstetes Labor dieser Art im vereinten Deutschland galt. Der Nutzen dieses Engagements lag auf beiden Seiten – neben den wirtschaftlichen Erfolgen für das Unternehmen sicherte es für Reher persönlich in komplizierter Zeit die Kontinuität und Aktualität der Verbindung zu seinem Arbeitsgebiet „Verfahrenstechnik“. Diese Tätigkeit führte er bis zu seinem Eintritt in den Ruhestand 1999 aus.
In dieser Zeit entstand unter maßgeblicher Mitwirkung von Reher auch der Trothaer Kreis in Halle (Saale), ein Zusammenschluss ehemaliger Kollegen der TH Merseburg, die sich vor allem der Pflege des reichen wissenschaftshistorischen Erbes der mitteldeutschen Region auf dem Gebiet der Chemie und Verfahrenstechnik zuwandten, so dem Vermächtnis des Nobelpreisträgers Wilhelm Ostwald. Zu den öffentlichen Auftritten des Kreises zählt auch die Anbringung einer Gedenktafel für den Nobelpreisträger Karl Ziegler an dem Haus, in dem er während seiner Tätigkeit an der Universität in Halle (Saale) gewohnt hat.
Das wissenschaftliche Wirken von Reher hat sowohl im Hochschulbereich als auch in der Industrie Spuren hinterlassen. Diese sind zu finden in seinen Publikationen und ebenso in den Messsystemen und Messgeräten, die nach seinen Vorschlägen gebaut worden sind und gebaut werden.

## Tätigkeit im Arbeitskreis „Allgemeine Technologie“
Den Anstoß zu diesem Arbeitsgebiet erhielt er bereits in jungen Jahren, als er bei einem Besuch an seiner Alma Mater in St. Petersburg auf Arbeiten des Göttinger Professors Johann Beckmann stieß, der dort in den Jahren 1763 bis 1765 gelehrt hatte und in seinen Arbeiten vehement Erfordernis und Gegenstand einer solchen künftigen Wissenschaftsrichtung „Allgemeine Technologie“ benannte.
Reher hat in hohem Maße dazu beigetragen, dass dieses Fachgebiet „Allgemeine Technologie“ Schritt für Schritt mit Leben und wissenschaftlicher Substanz gefüllt und die Ergebnisse der Öffentlichkeit zugänglich gemacht wurden – in den Sitzungsberichten und Abhandlungen der Leibniz-Sozietät der Wissenschaften zu Berlin sowie in anderen Medien. Reher war auch an der Gestaltung der ersten sieben Symposien und der zugehörigen Veröffentlichungen beteiligt:
- 2001: Allgemeine Technologie – Vergangenheit und Gegenwart
- 2004: Fortschritte bei  der Herausbildung der Allgemeinen Technologie
- 2007: Allgemeine Technologie – verallgemeinertes Fachwissen und konkretisiertes Orientierungswissen zur Technologie
- 2010: Ambivalenzen von Technologien – Chancen, Gefahren, Missbrauch
- 2012: Technik – Sicherheit – Techniksicherheit
- 2014: Technologiewandel in der Wissensgesellschaft – qualitative und quantitative Veränderungen
- 2016: Technologie und nachhaltige Entwicklung.

In Vorlesungsreihen vor Studenten und Ingenieuren vertrat und verbreitete Reher gemeinsam mit Wolfgang Fratzscher, Klaus Krug und Gerhard Banse die Ideen und Konzeptionen der Allgemeinen Technologie, die er bereits im Jahr 1968 umrissen hatte: Innerhalb der Ingenieurdisziplinen Verfahrenstechnik, Fertigungstechnik und Verarbeitungstechnik wurden Verallgemeinerungen im Rahmen der technologischen Grundoperationen bzw. Prozessgruppen realisiert. Die Mechanik und die Grundlagen des Impuls-, Wärme- und Stoffüberganges, die Systemtechnik lieferten hierzu die Voraussetzungen. … Die Basis für derartige partielle Integration der Prozesstechniken der Stoffwandlung war die einheitliche Methodik in der Modellierung, Simulation und Optimierung der Prozesselemente.
Zunehmende Bedeutung gewann in seinen letzten Jahren die Behandlung von Problemstellungen, die sich aus den komplexen Wechselwirkungen zwischen wissenschaftlich-technischen, ökonomischen, ökologischen und gesellschaftlichen Anforderungen an die künftige Technikentwicklung ergeben – umrissen mit den Stichworten Techniksicherheit, Ambivalenz und Nachhaltigkeit der künftigen Entwicklung. Damit wurde der Rahmen von technischen Sachsystemen über sozio-technische bis zu politischen und ökologischen Systemen gespannt, ein Betätigungsfeld, dessen Ergebnisse sich vor allem an eine breite Öffentlichkeit der Technologie-Begleiter richten, wie Lehrende, Ökonomen, Philosophen, Soziologen und Politiker.

## Ehrungen und Mitgliedschaften
- Mehrere Wissenschaftspreise und die Auszeichnung als Verdienter Techniker des Volkes.
- Ehrendoktorwürde (Dr. h. c.) und eine Ehrenprofessur (Prof. h. c.) des Technologischen Instituts (TU) in St. Petersburg.
- 1999 wurde Reher zum Mitglied der Leibniz-Sozietät der Wissenschaften zu Berlin und war dort Co-Vorsitzender des Arbeitskreises „Allgemeine Technologie“.

## Veröffentlichungen
Aus den nationalen Forschungsarbeiten und internationalen Kooperationen von Reher sind mehr als 300 wissenschaftliche Veröffentlichungen in Form von Fachbeiträgen, sieben Monographien und Lehrbücher sowie etwa 100 Patente hervorgegangen. So war er Mitautor einer Monographie „Kalandrieren von Polymeren“, die auf Deutsch und Russisch 1992 erschien, einer Monographie „Mischen von Polymeren“, die 1979 auf Russisch erschien. Er arbeitete auch an Lehrbüchern mit, so z. B. an der Technischen Strömungsmechanik, an der Verarbeitungstechnik, an den Prozesstechnischen Grundlagen.
- Studienmaterial zur "Technischen Rheologie und Verarbeitungstechnik". Technische Hochschule "Carl Schorlemmer", Leuna-Merseburg, Sektion Verfahrenstechnik 1981 (mit R. Kärmer und R. Schnabel).
- Wörterbuch Verfahrenstechnik – engl., dt., franz., russ.; mit etwa 10.000 Wortstellen. Verlag Technik, Berlin 1989, ISBN 978-3-341-00719-8; Verlag Thun, Frankfurt (Main) 1989, ISBN 978-3-8171-1097-1 (mit Klaus Hartmann und Rolf Walde; Mitarbeiter: Galina Hartmann u. a.).
- Dictionary of process technology – in 4 languages: Engl., German, French, Russian. Elsevier, Amsterdam 1989, ISBN 0-444-98888-2 (mit Klaus Hartmann und Rolf Walde; Mitarbeiter: Galina Hartmann u. a.).
- Allgemeine Technologie. Vergangenheit, Gegenwart, Zukunft. trafo Wissenschaftsverlag Dr. Wolfgang Weist, Berlin 2002 (hrsg. mit Gerhard Banse), ISBN 3-89626-386-2.
- Technik – Sicherheit – Techniksicherheit. Symposium des Arbeitskreises Allgemeine Technologie der Leibniz-Sozietät der Wissenschaften zu Berlin und des Instituts für Technikfolgenabschätzung und Systemanalyse des Karlsruher Instituts für Technologie. Sitzungsberichte der Leibniz-Sozietät der Wissenschaften zu Berlin, Band 116. trafo Wissenschaftsverlag Dr. Wolfgang Weist, Berlin 2013, ISBN 978-3-89626-986-7 (hrsg. mit Gerhard Banse).
- Beiträge zur Allgemeinen Technologie. Abhandlungen der Leibniz-Sozietät der Wissenschaften zu Berlin, Band 36. trafo Wissenschaftsverlag Dr. Wolfgang Weist, Berlin 2014, ISBN 978-3-86464-052-0 (hrsg. mit Gerhard Banse).
- Technologiewandel in der Wissenschaft – qualitative und quantitative Veränderungen. VI. Symposium des Arbeitskreises "Allgemeine Technologie" der Leibniz-Sozietät der Wissenschaften zu Berlin und des Instituts für Technikfolgenabschätzung und Systemanalyse des Karlsruher Instituts für Technologie, 10. Oktober 2014 in Berlin. Sitzungsberichte der Leibniz-Sozietät der Wissenschaften zu Berlin, Band 122. trafo Wissenschaftsverlag Dr. Wolfgang Weist, Berlin 2015, ISBN 978-3-86464-092-6 (hrsg. mit Gerhard Banse).
- Allgemeintechnologische Erkundungen mit Gerhard Banse. In: Bärbel Banse und Armin Jähne: „ZEITEN & SPUREN - Wege. Begegnungen. Rückblicke. Gerhard Banse zum 70. Geburtstag.“ Abhandlungen der Leibniz-Sozietät der Wissenschaften, Band 43. trafo Wissenschaftsverlag Dr. Wolfgang Weist, Berlin 2016, ISBN 978-3-86464-124-4.
- Technologie und nachhaltige Entwicklung. VII. Symposium des Arbeitskreises "Allgemeine Technologie" der Leibniz-Sozietät der Wissenschaften zu Berlin. Ehrenkolloquium anlässlich des 80. Geburtstages von Ernst-Otto Reher. Sitzungsberichte der Leibniz-Sozietät der Wissenschaften zu Berlin, Band 130. trafo Wissenschaftsverlag Dr. Wolfgang Weist, Berlin 2017, ISBN 978-3-86464-136-7 (hrsg. mit Gerhard Banse).
- Technologie und nachhaltige Entwicklung – Einführende Überlegungen. In: Gerhard Banse und Ernst-Otto Reher: Technologie und nachhaltige Entwicklung. VII. Symposium des Arbeitskreises "Allgemeine Technologie" der Leibniz-Sozietät der Wissenschaften zu Berlin. Ehrenkolloquium anlässlich des 80. Geburtstages von Ernst-Otto Reher. Sitzungsberichte der Leibniz-Sozietät der Wissenschaften zu Berlin, Band 130. trafo Wissenschaftsverlag Dr. Wolfgang Weist, Berlin 2017, ISBN 978-3-86464-136-7.
- Schlusswort. In: Gerhard Banse und Ernst-Otto Reher: Technologie und nachhaltige Entwicklung. VII. Symposium des Arbeitskreises "Allgemeine Technologie" der Leibniz-Sozietät der Wissenschaften zu Berlin. Ehrenkolloquium anlässlich des 80. Geburtstages von Ernst-Otto Reher. Sitzungsberichte der Leibniz-Sozietät der Wissenschaften zu Berlin, Band 130. trafo Wissenschaftsverlag Dr. Wolfgang Weist, Berlin 2017, ISBN 978-3-86464-136-7.